# 博多豚骨拉面团
《博多豚骨拉麵團》是木崎千秋著作，一色箱负责插画的小说作品，是以博多為舞台、描寫殺手的群像劇。MediaWorks文库（KADOKAWA）于2014年2月起发行，第20届（2013年）电击小说大奖大赏作品。
2017年7月10日宣布動畫化。同年10月1日在「電擊文庫2017秋之祭典」宣布電視動畫於2018年1月12日起於AT-X電視台晚上首播。

## 登场角色

### 主要角色

#### 博多豚骨拉麵團
馬場善治（配音：小野大辅（日本）；于正昌（台灣））
棒球位置：二壘手。年齡：28歲，身高：180cm，生日：11月22日。
熱愛博多的私家偵探，在博多經營“馬場偵探事務所”。同時也是殺手，實力強大，擔任殺手時會戴上博多傳統面具並使用武士刀，而被稱為“仁和加武士”，某段時期因連續接下殺掉殺手的委託而有了刺客殺手（殺手的殺手）(殺手誅殺者)的名稱。
個性樂天，有點懶散，自從林來之後，事務所的衛生環境都是由林打掃。喜歡豚骨拉麵、明太子和棒球，同時亦熱中參加祭典。長相雖然有型但時尚方面的品味卻被林所嫌棄。曾經和
小百合是戀人關係。
林憲明（配音：梶裕贵（日本）；宋昱璁、蔡雅如（少年）（台灣））
棒球位置：游擊手。年齡：19歲（原作3卷后為20歲），身高：165cm，生日：7月20日。
喜歡穿女裝的男性殺手，因為覺得自己穿女裝看起來和妹妹僑梅很相似以此來思念她；也認為自己穿女裝比其他女生漂亮而有優越感。會講流利日文的中國人，資料上稱台灣人，實際上出生雲南昆明鄉下，本名林貓梅。專長是使用匕首類型的小刀。慣用武器是匕首槍。
小時候因為家中欠下許多債務，加上母親貧病不肯鬻兒賣女，林因此對家人謊稱工作而自賣。從九歲就開始接受殺人訓練，並在訓練場時認識緋狼結下深厚的情誼，但訓練場的畢業條件卻是要雙方互相殘殺，本想跟緋狼合作逃跑卻被他給暗中偷襲，因此不得不將緋狼給刺傷，事後對於同伴之間的信任有著一定恐懼，日後依賴馬場的照顧亦會感到不安。
兩年前受僱於新興跨國地下組織“華九會”並一直將部分工資寄給家鄉的家人，但是母親於五年前去世，加上組織的高管们毫不掩饰地偷走自己要寄給家人的钱還把自己多年前尚未相認的妹妹僑梅以人口販賣的方式賣給市長的兒子原田祐介，在新聞報導中接獲妹妹僑梅被虐殺的消息下為此動怒跟組織斷絕來，並在馬場開的協助條件(五年份的明太子)幫自己報仇，在順利幫妹妹僑梅報仇後留在馬場的事務所中借住並以做自由刺客的身分活著，經過多次事件後也漸漸開始信任馬場。
齊藤和樹（配音：小林裕介（日本）；鈕凱暘（台灣））
棒球位置：投手。生日：3月10日。
前殺人承包公司“Murder Inc.”的菜鳥社員，沒什麼特別突出的殺手能力，個性稍微膽小又容易被人牽著鼻子走。入社半年，從東京本部調職到福岡支店，而來到博多。高中時當過棒球投手，曾經在比賽時差點用棒球砸死人，因此有一段時間無法投球，直到某次為救林才又能再次投球。運氣很差，常替人背黑鍋，但都能巧妙地化險為夷，在某次事件後因怕再被誤認而稍微進廠維修下。在此事件後與林跟榎田之間建立起不錯的交情，退社後在便利商店任職但依舊跟馬場等人有聯繫，偶爾也會被榎田給捉弄。
榎田（配音：小野賢章（日本）；何志威（台灣））
棒球位置：中外野手。年齡：23歲，生日：2月14日，身高165cm。
以網咖為據點的天才駭客情報商，曾從屬於海外的駭客集團。白金色的蘑菇頭和顯眼的服飾是其特徵。常以小動作偷放蜘蛛造型的追蹤竊聽器在他人身上耍小巧思，實際幾乎沒有打鬥能力。與馬場關係不錯，有時愛捉弄自尊心強的林和倒楣蛋齊藤。真身為現役衆議院議員松田和夫的兒子，本名松田千尋，八年前被父親下令殺掉，資料上顯示已身亡，但實際上是其父想讓他自由所做的手段之一。
田中次郎（配音：浪川大輔（日本）；蔣鐵城（台灣））
棒球位置：左外野手。生日：10月27日。
復仇屋老闆，美咲的監護人。曾經是理髮師，在戀人被殺手所殺後轉職成復仇代理人，與助手美咲共同行動，同時也把美咲視為自己的女兒。講話溫柔且有耐性，比較有著母親的屬性，但生氣會讓人感覺相當可怕。能夠一拳讓職業殺手倒地不起。經營一間名爲巴比倫的酒吧。
田中美紗紀（配音：悠木碧（日本）；蔡雅如（台灣））
棒球隊位置：球隊經理。
小學生，復仇屋的助手。由於過去的一些原因而被次郎帶走，擅長使用還是小女孩的身分協助次郎進行任務。有著成熟冷靜的談話及思考模式，甚至還嗆離家出走的林幼稚。
何塞·馬丁內斯（配音：前野智昭（日本）；李景唐（台灣））
棒球位置：一壘手。生日：8月13日。
表面上的職業為整體師，實際上則是一名專業的拷問師，出身於多明尼加共和國的黑人。本身是同性戀1號。與田中次郎之間為復仇代理人的合作伙伴。
大和（配音：松岡禎丞（日本）；李景唐（台灣））
棒球位置：右外野手。23歲
牛郎俱樂部“Adam”的人氣牛郎，外表輕浮，但扒手手段高超，曾搭訕初來博多的林憲明而引發雙方爭執，誤會解開後與林之間的關係和緩許多，有時亦會協助馬場等人的委託案件。
佐伯（配音：平川大輔（日本）；宋昱璁（台灣））
棒球位置：三壘手。
黑暗業界的醫生，美容外科診所的院長。擁有高超的外科技術，擅長處理屍體、籌備工作的黑暗清掃人。
重松（配音：濱田賢二（日本）；李景唐（台灣））
棒球位置：捕手。
與馬場等人有所來往，對於黑暗社會很熟悉的老練刑警，也經常處理法律無法制裁的事件。
剛田源造（配音：廣田行生（日本）；何志威（台灣））
棒球隊位置：球隊教練。
馬場經常光顧位於中州的拉麵店的店主，也擔任殺手仲介，曾經為傳說中的殺手“G.G”，現已退休。某次事件重出江湖，手持雙槍打前線拯救馬場與憲明。

#### 小倉炸烏龍麵團
猿渡俊助（配音：中村悠一（日本）；蔣鐵城（台灣））
生日：4月9日。北九州的危險殺手。殺人承包公司“Murder Inc.”的前王牌，渴望有個強大的對手而辭職，後與新田重逢。使用苦無和手裡劍，以“潛水艇忍者”的稱呼活動。白頭髮，穿著寬鬆的褲子。個性有點大男孩，不服輸，喜歡爭輸贏。高中時曾擔任棒球投手。
對馬場有敵意，能與馬場對戰時平分秋色，因差點摔下大樓被馬場救上來而中斷打鬥，但堅持是平手並非戰敗，也與緋狼有過簡短的打鬥，也是五五開但又摔下港口落海中斷打鬥，但因為是個旱鴨子差點溺水被馬場救起甚至還被嘲諷番。
新田巨也（配音：松風雅也（日本）；鈕凱暘（台灣））
生日：5月25日。殺手顧問，高中時和猿渡是棒球投捕組合。雖說過殺手只是工具，但在緊要時刻選擇的還是救助。
小百合（配音：大原沙耶香（日本）；蔡雅如（台灣））
與新田合作的殺手，擅於毒殺。馬場的前女友（實際上是因受他人委托刺殺仁和加武士而接近馬場），受其委託暗殺華九會王會長。

### 配角

#### 原田市長一夥人
原田正太郎（配音：子安武人（日本）；鈕凱暘（台灣））
福岡市市長。十分寵溺自己的獨生子，總是用自己的市長身分掩飾兒子犯罪的事，最後因兒子犯罪一事被馬場、林等人給外界公開而被警方逮捕。
原田祐介（配音：逢坂良太（日本）；李景唐（台灣））
原田市長的變態兒子，玩弄並虐殺數名女性，其中包括林的妹妹僑梅，最後被馬場、林等人給捉住並加以嚴懲處置。
宗方隆司（配音：東地宏樹（日本）；何志威（台灣））
為原田市長工作的雇用殺手，白短髮，眼睛和嘴角有皺紋，其ˊ中義演在執行任務時被仁和加武士(馬場)給射傷失明因而深知對方的實力，最後被馬場所殺害。
朝倉麗子（配音：藤原夏海（日本）；蔡雅如（台灣））
為原田市長工作的雇用殺手，茶髮，平日扮作市長秘書，擅長使用毒藥和毒品。最後被次郎用計嫁禍為此整起事件的幕後犯人而在逃。
紫乃原（配音：濱添伸也（日本）；蔣鐵城（台灣））
為原田市長工作的雇用殺手，擅長使用炸藥。最後被馬場所殺害。
久志·伊萬諾夫（配音：山本祥太（日本）；于正昌（台灣））
為原田市長工作的雇用殺手，擅長絞殺。最後被林以刀柄的槍給射殺。

#### 殺人承包公司「Murder Inc.」
阮（配音：福田賢二（日本）；蔣鐵城（台灣））
殺人承包公司“Murder Inc.”的所屬殺手，齊藤和樹的職場前輩，前者退社後奉命來解決他，最後被齊藤拜託的林所殺害。

#### 跨國黑道組織「華九會」
王龍芳（配音：楠見尚己（日本）；李景唐（台灣））
跨國地下組織“華九會”老闆，最後被小百合給毒殺。
李瑞希（配音：黑田崇矢（日本）；何志威（台灣））
王龍芳老闆的副手，王老闆死後管理華九會，最後被緋狼下病毒。
進來（配音：川田紳司（日本）；鈕凱暘（台灣））
李瑞希的親信，最後被剛田所殺害。
張（配音：高階俊嗣（日本）；鈕凱暘（台灣））
“華九會”幹部，最後被馬場所殺害。
宇野山隆司（配音：不明（日本）；何志威（台灣））
“華九會”幹部，最後被馬場所殺害。
金秉熙（配音：不明（日本）；鈕凱暘（台灣））
“華九會”幹部，最後被猿渡所殺害。

#### 跨國犯罪組織「獸王」
羅先生（配音：三上哲（日本）；蔣鐵城（台灣））
“獸王”秀苑幹部，雇用猿渡的人，最後被新田和猿渡所殺害。

#### 駭客恐怖組織「.mmm」
諸葛（配音：津田健次郎（日本）；宋昱璁（台灣））
駭客恐怖組織「.mmm」的刺客，多國籍黑手黨的一員，駐守海外的間諜。最後被榎田用計讓公安逮捕。
濕婆（配音：花江夏樹（日本）；蔣鐵城（台灣））
協助網絡恐怖組織，技術世界第一的黑客。最後被榎田用計讓公安逮捕。
井良澤（配音：伊丸岡篤（日本）；鈕凱暘（台灣））
前拳擊手的殺人鬼。最後被榎田用計讓公安逮捕。

#### 松田家
松田和夫（配音：山内健嗣（日本）；蔣鐵城（台灣））
現役衆議院議員，榎田的父親。想讓兒子自由，在八年前讓管家放走兒子千尋，使資料上顯示兒子已過世，跟兒子千尋一樣喜歡惡作劇。
八木（配音：清川元夢（日本）；李景唐（台灣））
松田家管家，原殺手。八年前受主人指示，放走千尋少爺，使資料上顯示千尋已過世。

#### 自由職業殺手
安倍、山本（配音：柳田淳一、岩中睦樹（日本）；李景唐、何志威（台灣））
自由職業殺手雙人組，曾綁架假扮仁和加武士的林憲明。
緋狼（配音：島崎信長（日本）；李景唐、張乃文（少年）（台灣））
華九會雇用的殺手，來自中國，有吹口哨的習慣。林的前搭檔，稱呼林為「貓」。內心因小時候被父母出賣的經歷而嚴重扭曲，曾經和林在同一個殺手訓練場訓練結下深厚的感情，但在最終考試中背叛林，但反被林用小刀刺傷左眼並刺傷，后被处理尸体的員工救活賣去給一個虐待狂的老頭。之後到博多尋找林，將住在博多叫林憲明的人全殺害並針對左眼惡意刺傷，找到林後說服他攜手合作，但林以喜歡博多為理由果斷拒絕並宣稱要將他最喜歡的一切都毀掉，但最後被林親手所殺。

#### 角色的親屬
貓梅之母（配音：天野真實（日本）；陳筱寧（台灣））
貓梅與僑梅的母親，九年前因為家中欠很多的債務，所以以貧病的情況下辛苦還債也不忍下痛心把鬻兒賣女，促使貓梅決心賣掉自己忍痛跟妹妹僑梅分別，在貓梅成為殺手的五年後過世。
林僑梅（配音：石上靜香（日本）；孫欣瑜（台灣））
貓梅的妹妹，九年前因為家中欠很多的債務，加上母親貧病的情況下使哥哥貓梅賣身忍痛跟自己分別，母親於五年後過世並以留學生在國外留學，卻尚未跟哥哥貓梅相認前被哥哥貓梅受雇的組織新興跨國地下組織“華九會”把自己以商品賣給市長的兒子原田祐介而遭虐殺，促使哥哥貓梅為此動怒跟“華九會”斷絕往來並在馬場等人的協助下嚴懲處置原田祐介為自己報仇。

## 出版書籍

### 輕小說
| 卷數 | KADOKAWA       | KADOKAWA               | 台灣角川       | 台灣角川               | 中国电影出版社 | 中国电影出版社         |
| 卷數 | 發售日期       | ISBN                   | 發售日期       | ISBN                   | 發售日期       | ISBN                   |
| ---- | -------------- | ---------------------- | -------------- | ---------------------- | -------------- | ---------------------- |
| 1    | 2014年2月25日  | ISBN 978-4-04-866316-8 | 2017年12月21日 | ISBN 978-957-853-137-6 | 2018年2月10日  | ISBN 978-710-604-868-6 |
| 2    | 2014年9月25日  | ISBN 978-4-04-869009-6 | 2018年2月7日   | ISBN 978-957-564-024-8 | 2018年5月31日  | ISBN 978-710-604-912-6 |
| 3    | 2015年3月25日  | ISBN 978-4-04-865063-2 | 2018年3月22日  | ISBN 978-957-564-115-3 | 2018年7月10日  | ISBN 978-710-604-916-4 |
| 4    | 2015年8月25日  | ISBN 978-4-04-865387-9 | 2018年6月27日  | ISBN 978-957-564-277-8 | 2018年10月10日 | ISBN 978-754-705-060-6 |
| 5    | 2015年12月25日 | ISBN 978-4-04-865677-1 | 2018年9月20日  | ISBN 978-957-564-461-1 |                |                        |
| 6    | 2017年3月25日  | ISBN 978-4-04-892832-8 | 2018年11月26日 | ISBN 978-957-564-598-4 |                |                        |
| 7    | 2017年7月25日  | ISBN 978-4-04-893290-5 | 2019年1月21日  | ISBN 978-957-564-722-3 |                |                        |
| 8    | 2017年12月22日 | ISBN 978-4-04-893589-0 | 2019年3月7日   | ISBN 978-957-564-837-4 |                |                        |
| 9    | 2020年2月22日  | ISBN 978-4-04-913085-0 | 2020年9月7日   | ISBN 978-986-325-747-9 |                |                        |
| 10   | 2021年2月25日  | ISBN 978-4-04-913642-5 |                |                        |                |                        |
| 11   | 2022年2月25日  | ISBN 978-4-04-914235-8 |                |                        |                |                        |
| 12   | 2023年2月25日  | ISBN 978-4-04-914891-6 |                |                        |                |                        |
| 13   | 2024年4月25日  | ISBN 978-4-04-915741-3 |                |                        |                |                        |
| 14   | 2024年5月24日  | ISBN 978-4-04-915742-0 |                |                        |                |                        |

### 漫畫
- 《博多豚骨拉麵團》原作：木崎千秋，人物設定：一色箱，作畫：

| 卷數 | 史克威爾艾尼克斯 | 史克威爾艾尼克斯       |
| 卷數 | 發售日期         | ISBN                   |
| ---- | ---------------- | ---------------------- |
| 1    | 2017年3月25日    | ISBN 978-4-7575-5231-9 |
| 2    | 2017年7月25日    | ISBN 978-4-7575-5429-0 |

- 《博多豚骨拉麵團 第2幕》原作：木崎千秋，人物設定：一色箱，作畫：長岡千秋

| 卷數 | 史克威爾艾尼克斯 | 史克威爾艾尼克斯       |
| 卷數 | 發售日期         | ISBN                   |
| ---- | ---------------- | ---------------------- |
| 1    | 2018年1月27日    | ISBN 978-4-7575-5609-6 |
| 2    | 2018年12月27日   | ISBN 978-4-7575-5967-7 |

## 電視動畫

### 主題曲
片頭曲
主唱：岸田教團&THE明星Rockets
片尾曲「DIRTY BULLET」
主唱：TRI4TH

### 各話列表
| 話數 | 日文標題 | 中文標題     | 劇本     | 分鏡                     | 演出               | 作畫監督                                     | 總作畫監督         |
| ---- | -------- | ------------ | -------- | ------------------------ | ------------------ | -------------------------------------------- | ------------------ |
| 01   |          | 開球儀式     | 安川正吾 | 安田賢司                 | 安田賢司           | 長坂寛治、渚美帆 出野喜則                    | 井上英紀           |
| 02   |          | 不規則式     | 安川正吾 | 安田賢司                 | 山本貴之           | 細田沙織、大木比呂                           | 齋藤温子           |
| 03   |          | 團體配合     | 安川正吾 | 安田賢司                 | 長濱亙彥           | 、服部益美                                   | 齋藤温子           |
| 04   |          | 九局下兩出局 | 安川正吾 | 安田賢司                 | 西野武志           | 橋本純一、内原茂 二宮奈那子、横山紗弓        | 齋藤温子           |
| 05   |          | 選拔賽       | 安川正吾 | 安田賢司 江副仁美        | 山本貴之           | 和田伸一、                                   | 齋藤温子           |
| 06   |          | 代打         | 安川正吾 | 安田賢司 玉田博          | 成田巧             | 渚美帆、長坂寬治 宮西多麻子、式地幸喜        | 井上英紀           |
| 07   |          | 首棒打者     | 大西信介 | 倉川英揚                 | 清水一伸           | 内原茂、大木比呂                             | 齋藤温子           |
| 08   |          | 牽制戰術     | 大西信介 | 和田純一                 | 長濱亙彥、山本貴之 | 服部益実、池谷祥明 芳賀亮、大木比呂          | 齋藤温子           |
| 09   |          | 打帶跑       | 大西信介 | 安田賢司                 | 西野武志           | 三島千枝、大木比呂                           | 齋藤温子           |
| 10   |          | 游擊         | 安川正吾 | 成田巧 山本貴之 江副仁美 | 山本貴之           | 二宮奈那子、内原茂                           | 吉田巧介、長坂寛治 |
| 11   |          | 亂鬥         | 安川正吾 | 倉川英揚                 | 神原敏昭、山本貴之 | 、二宮奈那子 和田伸一、                      | 齋藤温子           |
| 12   |          | 再見全壘打   | 安川正吾 | 小野勝巳                 | 成田巧、安田賢司   | 渚美帆、長坂寛治 式地幸喜、大木比呂 齋藤温子 | 井上英紀           |

### 藍光與DVD
| 卷數 | 發售日期      | 收錄話數     | 規格編號   | 規格編號   |
| 卷數 | 發售日期      | 收錄話數     | 藍光限定版 | DVD限定版  |
| ---- | ------------- | ------------ | ---------- | ---------- |
| 1    | 2018年4月27日 | 第1話~第4話  | 1000708547 | 1000708548 |
| 2    | 2018年5月30日 | 第5話~第8話  | 1000708549 | 1000708551 |
| 3    | 2018年7月11日 | 第9話~第12話 | 1000708550 | 1000708552 |

## 外部連結
- 電視動畫「博多豚骨拉麵團」官方網站 （页面存档备份，存于）（日語）
- 電視動畫「博多豚骨拉麵團」官方的X（前Twitter）（日語）